# Johann Baptist Fuchs (Pfarrer)
Johann Baptist Fuchs (* 19. Februar 1799 in Neumarkt in der Oberpfalz; † 28. Februar 1867 in Spalt) war ein deutscher Geistlicher und Politiker.
1824 wurde er in Eichstätt zum Priester geweiht. Danach wurde er Priester in Gnadenberg, Pleinfeld und Theilenberg. 1828 erfolgte die Ernennung zum Subregens am Collegium Willibaldinum in Eichstätt, 1838 zum Stadtpfarrer in Spalt, 1847 zum Distriktsschulinspektor und 1861 zum Dekan. 1863 kaufte er dem bayerischen Staat die St. Nikolaus-Kirche in Spalt ab.
Nach dem Tod von Max Moser am 7. Juni 1856 wurde er in der 9. Wahlperiode (17./18. Landtag) Mitglied der Bayerischen Abgeordnetenkammer.
Er war Träger des Ritterkreuzes I. Klasse vom Orden des hl. Michael.